# Dendrobium xanthomeson
Dendrobium xanthomeson är en orkidéart som beskrevs av Rudolf Schlechter. Dendrobium xanthomeson ingår i släktet Dendrobium och familjen orkidéer. Inga underarter finns listade i Catalogue of Life.